# High Rock (David Island)
Der High Rock (englisch für Hoher Felsen) ist ein markanter Nunatak auf David Island vor der Küste des ostantarktischen Königin-Marie-Lands. Er ragt 2,3 km nordwestlich von The Doublets auf.
Teilnehmer der Australasiatischen Antarktisexpedition (1911–1914) unter der Leitung des australischen Polarforschers Douglas Mawson benannten ihn deskriptiv.